# Nurana Aliyeva
Nurana Aliyeva, née le 21 août 1992 à Bakou, est une karatéka azerbaïdjanaise pratiquant le kumite.

## Carrière
Elle remporte la médaille de bronze des moins de 50 kg aux Championnats d'Europe de karaté 2014 à Tampere. Aux Championnats d'Europe de karaté 2016, elle est sacrée championne d'Europe de kumite par équipes. Elle obtient la médaille de bronze en moins de 50 kg aux Jeux de la solidarité islamique 2017 à Bakou  et aux Championnats d'Europe de karaté 2018 à Novi Sad .